# Джублета
Джублета (xhubleta) — це хвиляста народна спідниця у формі дзвона, яку носять албанські жінки. Зазвичай його вішають на плечі за допомогою двох ременів. Частина албанського традиційного одягу, складається з 13-17 смужок і 5 шматочків фетру. Пазу та частина джублети, прикрита фартухом, зроблений із в'язаної чорної вовни. У задній частині підкреслено форма дзвоника.
Джублета — це унікальний тип одягу завдяки своїй особливій формі, структурі та системі декорування. Його носять албанки в Північній Албанії, Косово, Північній Македонії та Чорногорії. Існує два типи спідниці: один вузький, інший великий. Що стосується кольорів, то сьогодні використовуються лише два кольори: білий для неодружених жінок і чорний для одружених, однак у минулому використовувалося багато кольорів, як свідчить автор 17-го століття, який стверджував, що павич не мав стільки кольорів, скільки джублета, яку носили жінки Кельменда. Вважається, що зменшення кількості кольорів за останні два століття пов'язане з обмеженням її використання лише у віддалених гірських районах.
Джублета була включена до Списку нематеріальної культурної спадщини, яка потребує термінової охорони ЮНЕСКО у 2022 році.

## Історія
Уважається, що джублета має давнє походження. Це схоже на носіння деяких неолітичних фігурок, знайдених у Боснії, а також в інших районах Середземноморського регіону, що належать до другого тисячоліття до нашої ери та, відповідно, пов'язані зі старою середземноморською цивілізацією.